# Mitsubishi Mirage
O Mitsubishi Mirage é um automóvel subcompacto hatchback produzido pela Mitsubishi Motors produzido entre 1978 e 2003 (vendido em alguns mercados como Mitsubishi Colt e Mitsubishi Lancer), e de 2012 até os dias atuais.

## Galeria
- Primeira geração (1978-1983)
- Segunda geração (1983-1991)
- Terceira geração (1987-1995)
- Quarta geração (1991-1995)
- Quinta geração (1995-2003)
- Sexta geração (2012-presente)